# Нуклеокапсид
Нуклеокапсид је назив који обједињује наследни материјал вируса (ДНК или РНК) и протеински омотач (капсид). У неких вирусима постоје и протеини у комплексу са нуклеинском кислеином (нуклеопротеини) — они се такође сматрају делом нуклеокапсида. Код простих вируса, нуклеокапсид чини цео вирус/вирион (нпр. полиовирус). Код сложеније грађених вирусних честица, око нуклеокапсида постоје додатни омотачи и структуре, које омогућавају функционисање вируса.